# Phùng Cung
Phùng Cung (1928 - 1997) là nhà thơ, nhà văn Việt Nam thế kỷ 20. Ông tham gia phong trào Nhân văn Giai phẩm tại miền Bắc vào những năm 1955 - 1957. Sau đó ông bị kết án lợi dụng các bài viết của mình để kích động bạo loạn, và bị bắt giam 12 năm trong các nhà tù Hỏa Lò, Bất Bạt, Yên Bái, Phong Quang... Một số tác phẩm tiêu biểu của ông là Con ngựa già của Chúa Trịnh và Dạ Ký, có ngụ ý đả kích những văn nghệ sĩ bẻ cong ngòi bút, bị lưu đày trong cõi tung hô.

## Tiểu sử
Phùng Cung sinh ngày 18 tháng 7 năm 1928 tại xã Hồng Châu huyện Yên lạc tỉnh Vĩnh Yên. Quê tổ ở đường Lâm Ba Vì Hà Tây, nay là Hà Nội. Năm 1945, ông tham gia cách mạng và làm chủ tịch liên xã Hồng Liên Châu. Ông lãnh đạo nhân dân nổi dậy cướp chính quyền. Năm 1949, địch trấn áp dữ dội vùng kháng chiến, ông phải rút lên Chiến khu Việt Bắc và tham gia công tác văn nghệ ở đó. Năm 1954, Thủ đô Hà Nội giải phóng, ông về sống tại Hà Nội và vẫn hoạt động văn nghệ cho đến khi bị bắt giam vào năm 1961.
Năm 1973, Phùng Cung được phóng thích tuy nhiên vẫn bị quản thúc và theo dõi. Sau khi được phóng thích, ông sinh sống bằng nghề làm đinh và vẫn âm thầm làm thơ. Tập thơ "Xem Đêm" của ông được nhà nước Việt Nam cho phép xuất bản vào năm 1995. Sinh thời, trong những năm tháng gian khó sau khi mãn hạn tù, ông là người anh kết nghĩa thân thiết của nhà thơ Phùng Quán.
Ngày 28 tháng 4 năm 1997, ông qua đời tại bệnh viện Saint Paul.

## Tác phẩm
- Con ngựa già của Chúa Trịnh (truyện ngắn)
- Dạ Ký (truyện ngắn)
- Mộ Phách (truyện ngắn)
- Kép Nghề (truyện ngắn)
- Chiếc mũ lông (truyện ngắn)
- Quản thổi (truyện ngắn)
- Xem Đêm (thơ)
- Phùng Cung - truyện và thơ

## Một số bài thơ tiêu biểu
- Chiều Cun Cút

Áo song chàng
Nón lá
Phới về quê
Dệt dạt tối ngày khoai dáy
Lúc thảnh thơi
Quần vận khấu bò
Rong ruổi chốn rau dưa
Tôi gõ rỗ
Khe khẽ ê a
Chiều cun cút
Một mình
Không lửa không đèn
Nhòm nhõm thâu đêm
Chết thèm cái bóng
Xa là trời sao
Gần là đom đóm.
- Trà

Quất mãi nước sôi
Trà đau nát bã
Không đổi giọng Tân Cương
- Tự họa

Tôi nhúng ngón tay
Vẽ mình trong đĩa nước
Vẽ muôn ngàn lần
Ngón đau - Đĩa cạn
Biết đến bao giờ
Tôi mới vẽ nên tôi
Bài thơ Tự họa của Phùng Cung lần đầu tiên được dịch sang tiếng Anh với bản dịch của Vương Quân Hoàng, với sự hiệu đính của Giáo sư Nancy K. Napier, (Self-portrait, 2022):
- Self-portrait

I dip my finger
Drawing myself on a water plate.
A thousand times, I repeat
Till my finger hurts and the plate dries.
Will there be a time
When that face becomes mine?